# Gastritis erosiva
La gastritis erosiva es una  enfermedad aguda del estómago en la que existen lesiones de la mucosa gástrica que se manifiestan por pequeñas erosiones visibles durante la práctica de una gastroscopia. Puede provocar hemorragia digestiva, dolor en epigastrio o permanecer sin síntomas. Con mucha frecuencia la causa es el consumo de aspirina o antiinflamatorios no esteroideos.

## Causas
Las causas más importantes que la originan son el consumo de aspirina, medicamentos antiinflamatorios no esteroideos y consumo excesivo de bebidas alcohólicas.

## Síntomas
Los síntomas son inespecíficos, puede existir malestar o dolor en epigastrio, náuseas, pirosis o sensación de pesadez. Con mucha frecuencia no existen síntomas y la primera manifestación es una hemorragia digestiva que se visualiza como hematemesis o melenas.

## Anatomía patológica
La mucosa del estómago aparece hipermica y edematosa, pueden observarse petequias diseminasas y pequeñas erosiones. En algunas ocasiones las lesiones erosivas sangran. Una vez que desaparece el factor causal las erosiones tienden a desaparecer espontáneamente por regeneración de la mucosa.

## Diagnóstico
Para diagnosticar esta afección es necesario realizar una endoscopia oral (gastroscopia) que permite visualizar las lesiones y tomar una muestra para biopsia si es necesario. 

## Diagnóstico diferencial
Debe distinguirse de otros tipos de gastritis que cursan sin erosiones en la mucosa del estómago, como la gastritis atrófica o la gastritis eosinofílica. En la gastritis erosiva las erosiones son superficiales y múltiples, lo que la diferencia de la úlcera peptica.